# Elecciones legislativas de Ecuador de 1934
Las elecciones legislativas de Ecuador de 1934 se celebraron ese año para renovar a la Cámara de Diputados de Ecuador. 
Se eligieron 56 diputados. necesitando 45 votos para la mayoría del congreso en pleno junto a los 32 senadores electos en 1932 
Acorde a la normativa de la época, los legisladores eran electos por nominación libre de los electores, sin auspicio partidista o limitaciones por provincia, por lo que en ocasiones un legislador era electo por varias provincias o para ambas cámaras.

## Senadores
32 senadores, 17 votos para mayoría de la Cámara del Senado

### Provinciales
16 senadores provinciales
| Provincia  | Senador                         |
| ---------- | ------------------------------- |
| Carchi     | Ricardo del Hierro Herboso      |
| Imbabura   | Cristobal Tobar Subia           |
| Pichincha  | Manuel Adrian Navarro Gardin    |
| León       | Alberto Donoso Mancheno         |
| Tungurahua | Alfredo Coloma Baquero          |
| Chimborazo | Enrique Barriga Larrea          |
| Bolívar    | Luis Ezequiel Vela Vela         |
| Cañar      | Miguel Heredia Crespo           |
| Azuay      | Daniel Cordova Toral            |
| Loja       | Luis Arias Valdivieso           |
| El Oro     | Ismael Pérez Pazmiño            |
| Guayas     | Adolfo Gómez Santistevan        |
| Los Ríos   | Efren Icaza Moreno              |
| Manabí     | Gonzalo Saenz Vera              |
| Esmeraldas | José Vicente Trujillo Gutiérrez |
| Oriente    | Luis Calisto Mestanza           |

### Funcionales
16 senadores funcionales
| Función                           | Senador                     |
| --------------------------------- | --------------------------- |
| Universidades                     | Carlos Arroyo del Río       |
| Profesorado Secundario y Especial | Luis Francisco Veloz Jurado |
| Profesorado Primario y Normal     | Emilio Uzcátegui Garcia     |
| Profesorado Primario y Normal     | Manuel Utreras Gomez        |
| Periodismo y Academias            | Pablo Hannibal Vela Eguez   |
| Agricultura del Litoral           | Enrique Baquerizo Moreno    |
| Agricultura del Interior          | Juan Espinosa Acevedo       |
| Comercio del Litoral              | Eloy Alfredo Loor Velásquez |
| Comercio del Interior             | Alberto Acosta Soberón      |
| Industria                         | Fernando Pérez Pallares     |
| Obrerismo del Litoral             | Rosendo Naula Montanero     |
| Obrerismo del Interior            | Luis Antonio Páez           |
| Campesinos del Litoral            | Adolfo Gómez Santistevan    |
| Campesinos del Interior           | Federico Páez Chiriboga     |
| Institución Militar               | Carlos A. Guerrero Cruz     |
| Tutela y Defensa de la Raza India | Fidel López Arteta          |

## Diputados
56 diputados, 29 votos para mayoría de la Cámara de Diputados.
| Provincia       | Senador                               |
| --------------- | ------------------------------------- |
| Carchi          | Dario Egas Grijalva                   |
| Carchi          | Ricardo del Hierro Herboso            |
| Carchi          | Sebastian Aldas                       |
| Imbabura        | Mariano Suarez Veintimilla            |
| Imbabura        | Luis A. de la Torre Moreno            |
| Imbabura        | Moises Luna Andrade                   |
| Pichincha       | Atanasio Zaldumbide Gomez de la Torre |
| Pichincha       | Guillermo Ramos Salazar               |
| Pichincha       | José Alejandro Calisto Chiriboga      |
| Pichincha       | Miguel Eduardo Egas Monge             |
| Pichincha       | Maximiliano Ontaneda                  |
| León            | Nicolás Augusto Maldonado P.          |
| León            | Cornelio Donoso Enríquez              |
| León            | Julio Eduardo Jurado A.               |
| Tungurahua      | Guillermo S. Cisneros Saa             |
| Tungurahua      | José Javier Villagómez Eguez          |
| Tungurahua      | Armando Cobo Suárez                   |
| Chimborazo      | Julio Teodoro Salem Gallegos          |
| Chimborazo      | Rafael Vélez Merino                   |
| Chimborazo      | Luis Benigno Gallegos Chiriboga       |
| Chimborazo      | Ruperto Alarcón Falconí               |
| Bolívar         | César Augusto Durango Montenegro      |
| Bolívar         | Jaime Chávez Ramirez                  |
| Bolívar         | Alfredo Silva del Pozo                |
| Cañar           | Octavio Muñoz Borrero                 |
| Cañar           | Rafael Ramírez Sacoto                 |
| Cañar           | Andrés F. Córdova Nieto               |
| Azuay           | Remigio Tamariz Crespo                |
| Azuay           | Alfonso M. Mora Velez                 |
| Azuay           | Octavio Chacón Moscoso                |
| Azuay           | Carlos Arízaga Toral                  |
| Azuay           | Aurelio Aguilar Vásquez               |
| Loja            | Polivio Cornejo Palacios              |
| Loja            | Gustavo A. Mora Vega                  |
| Loja            | Carlos Abarca Montesinos              |
| Loja            | Alfonso Agenor Villacrés              |
| El Oro          | Manuel A. González                    |
| El Oro          | Colón Serrano Murillo                 |
| El Oro          | Gilberto Ollague                      |
| Guayas          | Juan de Dios Lecaro Rubira            |
| Guayas          | Fausto E. Rendón Gonzalez             |
| Guayas          | José María Díaz Granados Sáenz        |
| Guayas          | Manuel E. Santos Santos               |
| Guayas          | Manuel Granja Cevallos                |
| Los Ríos        | Guillermo Baquerizo Jiménez           |
| Los Ríos        | Miguel Aspiazu Carbo                  |
| Los Ríos        | Francisco Burgos Cerro                |
| Manabí          | Wilfrido Loor Moreira                 |
| Manabí          | Marcos Uscocovich Beuta               |
| Manabí          | Rosendo Santos Alarcón                |
| Manabí          | Armando Espinel Mendoza               |
| Esmeraldas      | Alberto Andrade Cevallos              |
| Esmeraldas      | Pedro Concha Enríquez                 |
| Esmeraldas      | José María Tello Taborda              |
| Santiago Zamora | -                                     |
| Napo Pastaza    | -                                     |

Fuente:

## Legisladores que dejaron sus curules
| Legislador                            | Motivo                             | Suplente         |
| ------------------------------------- | ---------------------------------- | ---------------- |
| Atanasio Zaldumbide Gomez de la Torre | Designado como Ministro de Defensa | Jorge Luna Yépes |